# Eugen Alanov
Eugen Alanov (russisch Евгений Аланов; * 29. September 1995 in Ust-Kamenogorsk, Kasachstan) ist ein deutsch-russischer Eishockeyspieler, der seit Juli 2024 erneut bei den Nürnberg Ice Tigers aus der Deutschen Eishockey Liga (DEL) unter Vertrag steht und dort auf der Position des linken Flügelstürmers spielt. Zuvor lief Alanov in der höchsten deutschen Spielklasse bereits drei Spielzeiten für Nürnberg sowie die Düsseldorfer EG, Iserlohn Roosters und Löwen Frankfurt auf.

## Karriere
Die Düsseldorfer EG, für die er zuvor auch im Nachwuchs aktiv war, statteten Eugen Alanov im Jahr 2014 mit einem Profivertrag aus. Spielpraxis sammelte er zunächst allerdings hauptsächlich per Förderlizenz bei den Moskitos Essen in der drittklassigen Oberliga und dem EC Bad Nauheim in der DEL2. Zudem kam er in der Saison 2015/16 dreimal für Düsseldorf in der Champions Hockey League (CHL) zum Einsatz. Zur Saison 2016/17 wurde er offiziell von Bad Nauheim unter Vertrag genommen. Alanov entwickelte sich zum Stammspieler und erzielte erstmals in einer Saison mehr als zehn Tore.
Daraufhin kehrte der Stürmer in die DEL zurück und wechselte zu den Nürnberg Ice Tigers. Dort stand er in der Spielzeit 2017/18 etwa in gleichen Teilen im DEL-Team und beim Kooperationspartner Bayreuth Tigers in der DEL2 auf dem Eis. Im Folgejahr bestritt Alanov den Großteil der Saison in Nürnberg, wurde für ein Spiel zum SC Bietigheim-Bissingen geschickt. Mit 21 Scorerpunkten in 48 Spielen sowie drei Punkten in sechs CHL-Partien konnte er sich in der Saison 2019/20 endgültig in der höchsten deutschen Spielklasse etablieren. Nachdem ein Versuch, einen Vertrag in der Kontinentalen Hockey-Liga in Russland zu erhalten, gescheitert war, unterschrieb Eugen Alanov im Jahr 2020 zunächst bei den Krefeld Pinguinen. Wegen Unstimmigkeiten mit Geschäftsführer Sergey Saveljev verließ er den DEL-Klub noch vor Saisonbeginn wieder und schloss sich der Düsseldorfer EG an.
Im Juni 2021 zog Eugen Alanov weiter zu den Iserlohn Roosters. Dort konnte er in der Saison 2022/23 mit 22 Punkten seinen persönlichen Punkterekord brechen. Dennoch gingen Alanov und die Roosters am Ende der Saison getrennte Wege. Wenig später gaben die Löwen Frankfurt die Verpflichtung des Linksschützen bekannt, bei denen er die Spielzeit 2023/24 verbrachte. Anschließend wurde der Vertrag nicht verlängert und der Angreifer wechselte mit den Nürnberg Ice Tigers zurück zu seinem Ex-Klub.

## Erfolge und Auszeichnungen
- 2015 Rookie des Jahres der Oberliga West[4]

## Karrierestatistik
Stand: Ende der Saison 2024/25
(Legende zur Spielerstatistik: Sp oder GP = absolvierte Spiele; T oder G = erzielte Tore; V oder A = erzielte Assists; Pkt oder Pts = erzielte Scorerpunkte; SM oder PIM = erhaltene Strafminuten; +/− = Plus/Minus-Bilanz; PP = erzielte Überzahltore; SH = erzielte Unterzahltore; GW = erzielte Siegtore; 1 Play-downs/Relegation; Kursiv: Statistik nicht vollständig)

## Familie
Eugen Alanovs jüngerer Bruder Yegor ist ebenfalls professioneller Eishockeyspieler.